# Sonja Hammerschmid
Sonja Maria Theresia Hammerschmid née Mörwald le 24 juin 1968 à Steyr, est une femme politique autrichienne, membre du Parti social-démocrate d'Autriche (SPÖ). Elle est Ministre fédéral autrichien de l'Éducation depuis le 18 mai 2016.